# Sennepsgas
Sennepsgas (Yperit, Lost) er en blistergas med den kemiske formel (ClCH2CH2)2S. Dens kemiske navn er bis(2-chlorethyl)sulfan. I sin rene form er det en farveløs, lugtfri væske. Navnet kommer fra urenheder, der lugter af sennep, hvidløg eller peberrod. 
Ved en intramolekylær nukleofil substitution dannes en chloridion og en cyklisk sulfoniumion. Sulfoniumionen er en kraftig elektrofil, der reagerer villigt med guanin i DNA. 
Dette forårsager celledød og kræft. Det er muligt at mindske påvirkningen ved hudkontakt ved øjeblikkelig behandling, men da symptomerne først begynder at vise sig efter 4-24 timer opdages det ofte for sent, at der er tale om sennepsgas.

## Sennepsgas som våben
Sennepsgas er en giftgas, en type af kemiske våben, der blev brugt i begge verdenskrige og som under 2. verdenskrig fremstilledes i bl.a. Tyskland og USA. Efter krigen blev den tyske gas, som blev fundet, dumpet i ret store mængder i Østersøen omkring Bornholm, og i Storebælt og Kattegat. Det har i tidens løb givet en del problemer for fiskeriet, at fiskerne risikerer at få bomber med sennepsgas i deres net.
USA dumpede sine sennepsgas-beholdninger i Atlanterhavet og Stillehavet men forbød dumpning i 1972. Herefter deponerede man størstedelen af gassen i Maryland. En fabrik på deponeringsstedet har arbejdet på at neutralisere beholdningen og har i 2005 afsluttet fjernelsen af 1621 containere med hver 1 ton sennepsgas. Andre depoter af sennepsgas i USA findes i staterne Alabama, Arkansas, Indiana, Utah, Oregon, Kentucky og Colorado.